# Комбинована творба
Комбинована творба је начин грађења речи при чему нова реч настаје у исто време слагањем или префиксацијом и извођењем. Тако добијена реч истовремено је и сложена и изведена. Комбинована творба подразумева комбинацију префиксације и извођења, тј. суфиксације (понедељак, бескрајан) или може бити комбинација слагања, тј. деривације и извођења (вишегласје, великодушан).
Није свака твореница која садржи префикс и суфикс настала комбинованом творбом. У великом броју примера префикс или суфикс су додати на изведену или сложену основу: неочекиван (префиксација – од придева очекиван), пописивач (извођење – од глагола пописивати), назадан (извођење – од прилога назад) итд.
Да би се одредило да ли је нека твореница добијена комбинованом творбом, треба поћи од следећих корака. На пример, именица сународник није настала префиксацијом (су- + народник) зато што реч народник не постоји. Такође, ова именица није добијена ни извођењем (сународ + -ник) јер не постоји ни реч сународ. Према томе, именица сународник је добијена комбинованом творбом, јер су на основу народ истовремено додати и префикс су- и суфикс -ник.
Комбинованом творбом настају нове именице и придеви, док у другим врстама речи овог начина творбе готово да нема.

## Комбинована творба именица
| под- + неб- + -је   | поднебље   |
| без- + посл- + -ица | беспослица |
| за- + душ- + -бина  | задужбина  |
| на- + рам- + -ак    | нарамак    |

| тр- + -о- + месец- + -је  | тромесечје  |
| ран- + -о- + рани- + -лац | раноранилац |
| ст- + -о- + лет- + -је    | столеће     |
| земљ- + -о- + трес- + -Ø  | земљотрес   |

Комбинованом творбом су настале и именице од двочланих имена места или држава: Новопазарац, Мокрогорац, Новобеограђанин, Новозеланђанин итд. 

## Комбинована творба придева
| без- + бој- + -ан  | безбојан  |
| без- + крај- + -ан | бескрајан |
| међу- + соб- + -ан | међусобан |
| не- + одол- + -јив | неодољив  |

| правд- + -о- + љуб- + -ив | правдољубив |
| тр- + -о- + слог- + -ан   | тросложан   |
| велик- + -о- + душ- + -ан | великодушан |
| црн- + -о- + кос- + -Ø    | црнокос     |